# Eunidia macrophthalma
Eunidia macrophthalma là một loài bọ cánh cứng trong họ Cerambycidae.